# Swiss Alpine Marathon

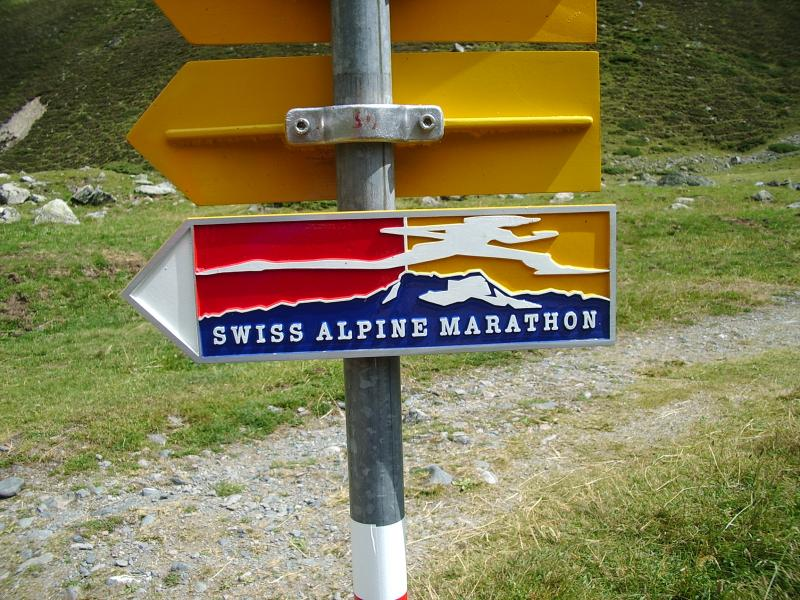
Die Strecke des Swiss Alpine Marathons ist ganzjährig ausgeschildert

Der Swiss Alpine Marathon ist eine Laufveranstaltung in Davos, die seit 1986 jährlich Ende Juli stattfindet. Hauptstrecke ist ein Ultramarathon (K78) von 78,5 km, daneben sind zwei Marathonläufe (K42, ein Bergmarathon, und C42), ein Dreiviertel-Marathon (K30,  30,0 km),  ein Halbmarathon (K21) sowie ein Viertelmarathon (K10, 10,5 km) im Programm. Der Halbmarathon wird zudem als Walking-Disziplin angeboten (WALK, 21.1 km).

## Strecken

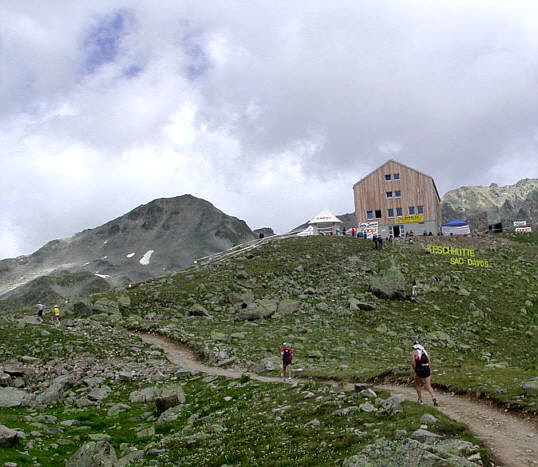
Der Aufstieg zur Kesch-Hütte

- Der K78 führt zuerst von Davos (1538 m ü. M.) südlich entlang des Osthangs des Landwassertals, über den Weiler Spina oberhalb von Glaris nach Monstein. Bald danach geht es hinab ins Tal nach Schmelzboden und von dort über den alten Fahrweg durch die Zügenschlucht zum Bahnhof von Wiesen. Über den Wiesener Viadukt läuft man dann in Richtung Filisur, wo der tiefste Punkt der Strecke erreicht wird (km 32; 1019 m). Von nun an geht es stetig bergauf, zunächst das Tal der Albula entlang nach Bergün (km 40; 1365 m), von dort durch das Val Tuors zum Weiler Chants (km 47; 1822 m). Kurz hinter Chants geht der befestigte Weg in Bergpfade über, und es beginnt das steilste Stück der Strecke. An der Kesch-Hütte (km 53) wird der höchste Punkt der Strecke erreicht (2632 m). Über einen Panoramatrail geht es zum Scalettapass (km 60, 2606 m), wo der Rennarzt jeden Läufer kurz in Augenschein nimmt, um zu entscheiden, ob er Hilfe bedarf. Auf den nächsten vier Kilometern nach Dürrboden verliert man 600 Höhenmeter, danach geht es auf befestigten Wegen die letzten 14 km sanft bergab nach Davos. Die Durchführung des K78 auf dem Panoramatrail erfordert gute Wetterbedingungen. Sind diese nicht erfüllt, so steht eine Ersatzvariante über Sertigpass/-tal bereit. Zur Überprüfung bzw. Optimierung der Organisation wird im Jahr 2011 einmalig und unabhängig vom Wetter, die Sertigvariante durchgeführt. Die Strecke für K78 und K42 verläuft ab Keschhütte über Lai da Ravais-ch – Sur (Pt. 2580), Sertigpass (mit 2739 m. ü. M. der höchste Punkt), Sertig Dörfli, Clavadel (über Wanderweg) nach Davos.

- Der K42 startet in Bergün und ist weitgehend identisch mit der zweiten Hälfte des K78. Lediglich der Panoramatrail hinter der Keschhütte bleibt den Ultramarathonläufern vorbehalten, so dass die Marathonläufer sich über die Alp Funtauna (2192 m) zum Scalettapass begeben.

- Seit 2003 wird mit dem C42 eine zweite Marathonstrecke angeboten, die nicht im Hochgebirge verläuft. In den ersten Jahren wurde in Davos gestartet zusammen mit den K78-Läufern; das Ziel war in Bergün. 2006 und 2007 wurde in entgegengesetzter Richtung gelaufen mit Start in Tiefencastel (851 m) bergan nach Davos. Zunächst passierte er die Kirche St. Peter Mistail, dann ging es über Alvaneu und Schmitten GR, vorbei am Landwasserviadukt, zum Bahnhof von Wiesen, wo er in die K78-Strecke einmündete. 2008 wurde die Laufrichtung erneut gewechselt: der Start erfolgt wieder in Davos, die Strecke führt über Filisur zur Schule in Tiefencastel.

- Der K30 folgt seit 2008 der K78-Strecke bis zum Ziel beim Ortsausgang von Filisur; bis 2010 wurde die Strecke aufgrund einer etwas anderen Streckenführung K31 genannt. Dieselbe talabwärts führende Strecke wurde vor 2005 bereits einmal unter der Bezeichnung K30 gelaufen. Von 2005 bis 2007 wurde entgegengesetzt von Filisur nach Davos (K28) gelaufen. Diese talaufwärts verlaufende Streckenführung hatte zu einem erheblichen Rückgang der Teilnehmerzahlen geführt.

- Der K21 nimmt seit 2007 einen völlig neuen Verlauf. Er startet in Klosters auf der Sunnibergbrücke und führt über Cavadürli, Bahnhofplatz Klosters, Laret, den Wolfgangpass und den Davosersee nach Davos.  Die Walking-Disziplin WALK führt über dieselben Strecke.

- Der Viertelmarathon (K10) startet in Laret und führt auf der Schlussstrecke des K21 nach Davos.

### Länge und Höhenmeter der Strecken
- K78: 78.5 km ±2260 m (Sertigvariante: 79.1 km ±2370 m)
- K42: 42.2 km + 1890 m / – 1710 m (Sertigvariante: 42.2 km + 1810 m / – 1630 m)
- C42: 42.2 km + 450 m / – 1070 m (2006/07:  + 1200 m / – 590 m)
- K30: 30.0 km + 320 m / – 820 m
- K21: 21.1 km + 750 m / – 260 m
- K10: 10.5 km + 150 m / – 130 m
- WALK: 21.1 km + 750 m / – 260 m

## Geschichte
Ins Leben gerufen wurde der Lauf 1986 von Andrea Tuffli, der auch heute noch Veranstaltungschef ist. Zwar gab es zuvor schon in der Schweiz hochalpine Bergläufe wie den Sierre–Zinal, aber ein Lauf, der in einem solchen Gelände über die Marathondistanz oder darüber hinausgeht, war damals in Europa ein Novum und zog dementsprechend die Aufmerksamkeit auf sich. Schnell etablierte sich der Swissalpine neben den 100 km von Biel als der zweite grosse Ultramarathon der Schweiz.
1998 wurde die bislang grösste Änderung an der Laufstrecke vorgenommen. Statt wie bislang über den Sertigpass (2739 m ü. M.) und Sertig wählte man nun für den Weg von Bergün nach Davos die Route über die Keschhütte und den Scalettapass. Damit wurde die Strecke zwar um über elf Kilometer länger, aber auch um einige extreme Bergab-Passagen entschärft. Neben dem K42 von Bergün nach Davos, der seit 1999 auf dem heutigen Kurs verläuft, nahm man 2003 mit dem C42 von Davos nach Bergün eine zweite Marathonstrecke ins Programm. 2005 wurde die Richtung des C42 umgekehrt, so dass in Bergün gestartet wurde, 2006 wurde der Start dieses Laufs nach Tiefencastel verlegt.
Bis 2004 war der K30 die kürzeste Strecke. Er wurde 2005 vom K21 und vom K28 abgelöst.
Das Jahr 2011 brachte für den K78 und K42 einen einmaligen Rückgriff auf die ursprüngliche Route über den Sertig-Pass. Diese Version ist als Schlechtwetter-Variante vorgesehen. Der Aufstieg des K78 und des K42 erfolgt wie sonst auch bis zur Kesch-Hütte. Von dort führt die Route zum Sertig-Pass, steil hinunter zum Sertig-Dörfli und über Clavadel nach Davos.

## Statistik

### Streckenrekorde
K78
- Männer: 5:42:34 h, Grigori Mursin (RUS), 2002
- Frauen: 6:30:12 h, Elizabeth Hawker (GBR), 2006

### Siegerlisten

#### K78 (ab 1998)
Quellen: Website des Veranstalters und ARRS
| Datum         | Männer             | Nation      | Zeit    | Frauen                           | Nation                 | Zeit    |
| ------------- | ------------------ | ----------- | ------- | -------------------------------- | ---------------------- | ------- |
| 28. Juli 2012 | Jonas Buud -6-     | Schweden    | 5:57:25 | Jasmin Nunige -4-                | Schweiz                | 6:31:43 |
| 30. Juli 2011 | Jonas Buud -5-     | Schweden    | 6:11:02 | Elizabeth Hawker -3-             | Vereinigtes Königreich | 7:16:17 |
| 31. Juli 2010 | Jonas Buud -4-     | Schweden    | 5:49:14 | Jasmin Nunige -3-                | Schweiz                | 6:39:28 |
| 25. Juli 2009 | Jonas Buud -3-     | Schweden    | 5:48:45 | Lena Gavelin                     | Schweden               | 6:42:03 |
| 26. Juli 2008 | Jonas Buud -2-     | Schweden    | 6:00:27 | Jasmin Nunige -2-                | Schweiz                | 7:00:38 |
| 28. Juli 2007 | Jonas Buud         | Schweden    | 6:03:02 | Elizabeth Hawker -2-             | Vereinigtes Königreich | 6:46:15 |
| 29. Juli 2006 | Giorgio Calcaterra | Italien     | 6:05:04 | Elizabeth Hawker                 | Vereinigtes Königreich | 6:30:12 |
| 30. Juli 2005 | Grigori Mursin -4- | Russland    | 6:00:09 | Jasmin Nunige                    | Schweiz                | 6:59:42 |
| 31. Juli 2004 | Mario Fattore      | Italien     | 5:53:37 | Monica Casiraghi -2- & Maria Bak | Deutschland            | 7:00:07 |
| 26. Juli 2003 | Grigori Mursin -3- | Russland    | 5:54:44 | Monica Casiraghi                 | Italien                | 6:47:56 |
| 27. Juli 2002 | Grigori Mursin -2- | Russland    | 5:42:34 | Karine Herry                     | Frankreich             | 6:53:22 |
| 28. Juli 2001 | Lahcen Ahansal     | Marokko     | 5:48:18 | Birgit Lennartz -10-             | Deutschland            | 6:45:58 |
| 29. Juli 2000 | Grigori Mursin     | Russland    | 5:48:05 | Birgit Lennartz -9-              | Deutschland            | 6:52:15 |
| 31. Juli 1999 | Frank Türk -2-     | Deutschland | 5:57:27 | Birgit Lennartz -8-              | Deutschland            | 7:08:53 |
| 25. Juli 1998 | Peter Gschwend -2- | Schweiz     | 5:51:38 | Birgit Lennartz -7-              | Deutschland            | 7:00:49 |

#### K67 (bis 1997)
| Jahr | Männer              | Nation      | Zeit    | Frauen              | Nation                 | Zeit    |
| ---- | ------------------- | ----------- | ------- | ------------------- | ---------------------- | ------- |
| 1997 | Frank Türk          | Deutschland | 5:42:17 | Birgit Lennartz -6- | Deutschland            | 6:29:19 |
| 1996 | Peter Gschwend      | Schweiz     | 5:28:50 | Birgit Lennartz -5- | Deutschland            | 6:28:02 |
| 1995 | Jörg Hägler -3-     | Schweiz     | 5:32:35 | Birgit Lennartz -4- | Deutschland            | 6:20:58 |
| 1994 | Jörg Hägler -2-     | Schweiz     | 5:35:49 | Birgit Lennartz -3- | Deutschland            | 6:34:59 |
| 1993 | B. J. van Vuuren    | Südafrika   | 5:33:31 | Jacqueline Keller   | Schweiz                | 6:52:03 |
| 1992 | Peter Camenzind -3- | Schweiz     | 5:28:32 | Birgit Lennartz -2- | Deutschland            | 6:18:28 |
| 1991 | Peter Camenzind -2- | Schweiz     | 5:21:46 | Enikő Fehér         | Ungarn                 | 6:47:30 |
| 1990 | Peter Camenzind     | Schweiz     | 5:21:55 | Birgit Lennartz     | Deutschland            | 6:26:55 |
| 1989 | Charly Doll -2-     | Deutschland | 5:14:23 | Leslie Watson       | Vereinigtes Königreich | 6:52:17 |
| 1988 | Charly Doll         | Deutschland | 5:12:25 | Anke Molkenthin     | Deutschland            | 6:45:07 |
| 1987 | Jörg Hägler         | Schweiz     | 5:22:36 | Maureen Hurst       | Vereinigtes Königreich | 6:32:45 |
| 1986 | Johannes Knupfer    | Schweiz     | 5:23:54 | Susanne Bitzer      | Deutschland            | 6:54:30 |

#### K42
| Jahr | Männer              | Nation                 | Zeit    | Frauen              | Nation             | Zeit    |
| ---- | ------------------- | ---------------------- | ------- | ------------------- | ------------------ | ------- |
| 2011 | Trond Idland        | Norwegen               | 3:21:52 | Melissa Dawes       | Vereinigte Staaten | 3:56:50 |
| 2010 | Huw Lobb            | Vereinigtes Königreich | 3:16:00 | Maud Girand         | Frankreich         | 4:04:21 |
| 2009 | Gion-Andrea Bundi   | Schweiz                | 3:12:43 | Diana Lehmann -3-   | Deutschland        | 4:05:34 |
| 2008 | Max Frei            | Deutschland            | 3:22:10 | Diana Lehmann -2-   | Deutschland        | 4:04:34 |
| 2007 | Koen Van Rie        | Belgien                | 3:25:47 | Diana Lehmann       | Deutschland        | 4:06:26 |
| 2006 | Anssi Raittila      | Finnland               | 3:25:09 | Carolina Reiber -2- | Schweiz            | 3:44:48 |
| 2005 | Mohamad Ahansal -3- | Marokko                | 3:12:52 | Carolina Reiber     | Schweiz            | 3:47:01 |
| 2004 | Mangesha Feyssa     | Äthiopien              | 3:12:39 | Eroica Spiess       | Schweiz            | 3:51:34 |
| 2003 | Dabessa Disessa     | Äthiopien              | 3:10:06 | Tsege Worku -2-     | Äthiopien          | 3:36:37 |
| 2002 | Mohamad Ahansal -2- | Marokko                | 3:09:01 | Tsege Worku         | Äthiopien          | 3:44:17 |
| 2001 | Peter Gschwend -2-  | Schweiz                | 3:13:23 | Janina Saxer -4-    | Schweiz            | 3:50:59 |
| 2000 | Mohamad Ahansal     | Marokko                | 3:04:34 | Janina Saxer -3-    | Schweiz            | 3:40:51 |
| 1999 | Bekele Dinka        | Äthiopien              | 3:09:09 | Emebet Abossa       | Äthiopien          | 3:41:45 |
| 1998 | Urs Christen        | Schweiz                | 3:04:22 | Janina Saxer -2-    | Schweiz            | 3:34:24 |

#### K42 (alte Strecke)
Quelle: Website des Veranstalters
| Jahr | Männer                | Nation                 | Zeit    | Frauen             | Nation      | Zeit    |
| ---- | --------------------- | ---------------------- | ------- | ------------------ | ----------- | ------- |
| 1997 | Michael McDermott -3- | Südafrika              | 2:28:48 | Janina Saxer       | Schweiz     | 2:56:47 |
| 1996 | Andrij Rejer          | Ukraine                | 2:39:32 | Vroni Steinmann    | Schweiz     | 3:00:21 |
| 1995 | Michael McDermott -2- | Südafrika              | 2:28:01 | Louise Fairfax -2- | Australien  | 2:57:02 |
| 1994 | John Taylor           | Vereinigtes Königreich | 3:11:06 | Louise Fairfax     | Australien  | 3:56:28 |
| 1993 | Michael McDermott     | Südafrika              | 3:18:52 | Gabi Aebersold     | Schweiz     | 4:01:11 |
| 1992 | Martin Sigrist        | Schweiz                | 3:27:50 | Jacqueline Keller  | Schweiz     | 4:17:44 |
| 1991 | Peter Gschwend        | Schweiz                | 3:25:08 | Ilona Möller -2-   | Deutschland | 4:23:50 |
| 1990 | This Schwyn           | Schweiz                | 3:21:55 | Ilona Möller       | Deutschland | 4:51:35 |
| 1989 | Hans Schuler          | Schweiz                | 3:20:51 | Rita Schwegler     | Schweiz     | 4:31:18 |
| 1988 | Urs Hanhart           | Schweiz                | 3:20:15 | Cornelia Müller    | Schweiz     | 4:19:30 |
| 1987 | Konrad Ehrbar         | Schweiz                | 3:57:59 | Maya Ackermann     | Schweiz     | 5:09:29 |
| 1986 | Erwin Gübeli          | Schweiz                | 3:37:53 | Irene Müller       | Schweiz     | 4:54:36 |

#### C42
| Jahr | Männer                | Nation      | Zeit    | Frauen             | Nation      | Zeit    |
| ---- | --------------------- | ----------- | ------- | ------------------ | ----------- | ------- |
| 2011 | Kurt Lustenberger     | Schweiz     | 2:47:38 | Mari Kauri         | Finnland    | 3:18:53 |
| 2010 | Jochen Kümpel         | Deutschland | 2:43:03 | Marion Hebding -3- | Deutschland | 3:09:39 |
| 2009 | Giovanni Gonzalez     | Mexiko      | 2:32:44 | Bettina Schelbert  | Schweiz     | 3:14:25 |
| 2008 | Peter Ricklin         | Schweiz     | 2:57:57 | Marion Hebding -2- | Deutschland | 3:24:33 |
| 2007 | Marc-Henri Jaunin -3- |             | 3:18:08 | Marion Hebding     | Deutschland | 3:47:07 |
| 2006 | Peter Gschwend        | Schweiz     | 2:59:41 | Rita Born          |             | 3:25:40 |
| 2005 | Marc-Henri Jaunin -2- |             | 3:21:56 | Martha Graber -2-  |             | 3:42:57 |
| 2004 | Marc-Henri Jaunin     |             | 2:44:53 | Martha Graber      |             | 3:24:47 |
| 2003 | Urs Christen          |             | 2:38:47 | Ursina Lareida     |             | 3:21:57 |

### Entwicklung der Finisherzahlen
| Jahr | K78  | K42  | C42 | K28/K31 | K21 | WALK | K11 | MINI | Total |
| ---- | ---- | ---- | --- | ------- | --- | ---- | --- | ---- | ----- |
| 2012 | 1060 | 1115 | 289 | 459     | 788 | 111  | 415 | 330  | 4567  |
| 2011 | 1219 | 1052 | 264 | 466     | 900 | 230  | 455 | 324  | 4910  |
| 2010 | 1488 | 1054 | 322 | 479     | 906 | 265  | 450 | 370  | 5334  |
| 2009 | 1023 | 987  | 273 | 375     | 752 | 267  | 263 | 381  | 4321  |
| 2008 | 839  | 873  | 205 | 417     | 960 | 322  | 188 | 330  | 4575  |
| 2007 | 922  | 791  | 190 | 339     | 928 | 410  | --- | 390  | 4589  |
| 2006 | 952  | 763  | 233 | 378     | 616 | 277  | --- | 312  | 4269  |
| 2005 | 1082 | 857  | 240 | 533     | 609 | 365  | --- | 353  | 5040  |
| 2004 | 900  | 793  | 361 | 742     | --- | 177  | --- | 345  | 4193  |
| 2003 | 978  | 961  | 343 | 663     | --- | 125  | --- | 321  | 4261  |
| 2002 | 895  | 929  | --- | 779     | --- | 75   | --- | 336  | 3693  |
| 2001 | 893  | 1038 | --- | 692     | --- | 50   | --- | 222  | 3569  |
| 2000 | 864  | 941  | --- | 648     | --- | ---  | --- | 359  | 3217  |
| 1999 | 872  | 867  | --- | 528     | --- | ---  | --- | 347  | 2848  |
| 1998 | 1080 | 827  | --- | 481     | --- | ---  | --- | 293  | 2951  |

## Varia
Die Veranstalter des Swiss Alpine Marathon organisieren seit 2012 auch den Ultramarathon Swiss Irontrail.